# Juan Bautista de Lavalle
Pour les articles homonymes, voir Lavalle.
Juan Bautista de Lavalle (1782 - 1851) est un général et homme d'État péruvien.

## Biographie
Fils de José Antonio de Lavalle y Cortés, il suit la carrière militaire et devient général en 1823.
Il est président du Pérou en 1835, puis en 1842.
Il est le père de José Antonio de Lavalle.